# KSR-2导弹
彩虹局KSR-2导弹又名изделие 085（产品085）是蘇聯研發的一種飛航式空對艦飛彈，北约代号为AS-5 KELT（凯尔特）作戰時每架Tu-16可攜帶2枚，鮭魚離機1.5秒後推進器進入第一級推力，使飛彈加速到0.9馬赫，40秒後進入第二級推力，飛彈開始自動導引，離目標450公尺時雷達導引組停止工作。
鮭魚飛彈是屬於第二代，這一代飛彈的特點是：
1. 全部採火箭推進器，射程達50～150公里
2. 主要採用掠海式彈道飛行方式：速度較慢，目標較大。

## 载机
图-16K-10-26

## 使用国
苏联